# Научно-исследовательский институт фундаментальных наук Исламской Республики Иран
Научно-исследовательский институт фундаментальных наук  Исламской Республики Иран (перс. پژوهشگاه دانش های بنیادی‎) — это учреждение, находящееся в ведомстве Министерства науки, исследований и технологий Исламской Республики Иран. Институт был создан в 1989 году под названием «Научно-исследовательский центр теоретической физики и математики» и начал работу, имея в своём составе три исследовательских отдела в области теоретической физики и три исследовательских отдела в области математики. В связи с расширением деятельности центра в сфере теоретической физики и математики в [1997 год]у его статус был повышен до «научно-исследовательского института» и он стал известен в научном сообществе Ирана как «НИИ фундаментальных наук». В настоящее время Институт включает в себя 8 аффилированных институтов, занимающихся исследованиями в различных отраслях фундаментальных наук: Институт частиц и ускорителей, Институт математики, Институт когнитивных наук, Институт компьютерных технологий, Институт нанотехнологий, Институт аналитической философии, Институт физики и Институт астрономии. Со дня основания и до настоящего времени директором НИИ является Мохаммад Джавад Лариджани.

## Обязанности и деятельность
В обязанности Института входит проведение исследований в определённых областях, установление активной конструктивной связи с другими научными учреждениями и сообществами как внутри страны, так и за рубежом, выявление и изучение исследовательских запросов в сфере фундаментальных наук, создание сетевых центров с целью предоставления услуг исследовательским институтам и прочим научным центрам.
Результатами государственного мышления НИИ фундаментальных наук в частности являются его инициатива по созданию в 1992 году электронной коммуникационной сети под названием «Научно-исследовательская сеть Ирана» или «Иранет», которая постепенно впервые соединила научно-исследовательские центры и университеты Ирана друг с другом и с зарубежным научным миром, а также усилия Института по реализации национальных проектов, например, Государственной обсерватории Ирана и запуску отечественного коллайдера.

## Национальные проекты
Среди национальных проектов Института, реализованных при государственной поддержке, можно отметить Государственную обсерваторию Ирана, сотрудничество с Европейской организацией по ядерным исследованиям (CERN), грид-вычисления научной эволюты, линейный коллайдер Mev10, коллайдер «Источник света Ирана», научную сеть, связывающую университеты с периферией, а также государственные сверхмощные вычислительные центры.

## Международные связи
В сфере международного сотрудничества НИИ фундаментальных исследований реализует целый ряд проектов, связанных с научными изысканиями, обменом исследователями и совместным обучением аспирантов, заключая многочисленные договоры с авторитетными зарубежными исследовательскими учреждениями, например, Политехнической школой (Париж, Франция), Университетом Парижа-юг, Европейской организацией по ядерным исследованиям и Сисса .

## Научный статус в мире
НИИ фундаментальных исследований является единственным в Иране учреждением, занявшим в 2017 году 474 место среди лучших научных учреждений согласно Nature Index.